# Gamjatang
El gamjatang o sopa de espina de cerdo es una sopa picante coreana hecha con espina de cerdo, verdura, cebolleta, pimiento picante y semilla de sésamo silvestre molido. Es discutible si el nombre del plato procede de la palabra para patata (감자, gamja) o no, ya que la sopa se sirve frecuentemente sin patatas.
Las vértebras suelen estar separadas con restos de carne adheridos a ellas. Se cuecen a alta temperatura para ablandar la carne. Para retirarla, debe usarse un instrumento adecuado, como un palillo. El plato suele servirse con kimchi y un bol de arroz. A menudo se toma como aperitivo de madrugada, pero también se consume para comer o cenar.
La base de la sopa tiene un color rojo oscuro debido a los pimientos rojos picantes. 
Hoy en día es un plato común en los restaurantes coreanos fuera del país.

## Origen e historia
Su origen se remonta a la época de los Tres Reinos de Corea. En el sur de la provincia de Jeolla era donde los granjeros criaban cerdos. En esa época las vacas se usaban para plantar arroz, de forma que se sacrificaban cerdos los días de fiesta.
Desde la bahía de Incheon, mucha gente empezó a trasladarse a Seúl y sus alrededores. En 1899 empezó la construcción de la Línea Gyeongui y muchos trabajadores fueron movilizados a la fuerza, lo que aumentó la popularidad del gamjatang. Con el paso del tiempo, el gamjatang ha consolidado su posición como plato representativo de Incheon.

## Nutrición
El espinazo del cerdo tiene abundantes proteínas, calcio y vitamina B1, que puede ayudar al crecimiento de los niños. Se trata de un alimento nutritivo y, a la vez, bajo en calorías.